# Фрашку, Антониу
Антониу Аугушту да Силва Велозу (порт. António Augusto da Silva Veloso; род. 16 января 1955, Леса-да-Палмейра, Дору-Литорал) — португальский футболист, игравший на позиции атакующего полузащитника.
Наиболее известен по своему 11-летнему периоду в «Порту», где появился в 306 официальных матчах за клуб и выиграл в общей сложности 12 трофеев. Португальская спортивная газета Record включила его в список из 100 лучших португальских игроков всех времен.

## Клубная карьера
Фрашку родился в Леса-да-Палмейре. Несмотря на невысокий рост, его первым видом спорта был баскетбол, но Оскар Маркес, скаут из «Лейшойнш», обнаружил его и привёл в клуб. Он дебютировал в основной команде в сезоне 1973/1974 и помог команде избежать вылета из высшего дивизиона.
В итоге Фрашку закрепился как игрок стартового состава . Однако летом 1978 года он подписал контракт с «Порту» после сорванного перехода в «Бенфику» двумя годами ранее. В своём первом сезоне за «драконов» он сыграл во всех 30 матчах и помог команде под руководством Жозе Марии Педроту выиграть национальный чемпионат. В следующем сезоне забил шесть голов, но в чемпионате уступили «Спортингу», а в национальном Кубке — «Бенфике».
После 1986 года Фрашку начал страдать от последовательных незначительных травм, которые понизили его роль в команде. Он все еще появился в семи играх в победной кампании «Порту» в Кубке европейских чемпионов, включая 25 минут в победном финальном матч против Баварии (2:1), в конечном итоге покинул клуб в июне 1989 года в возрасте 34 лет.
Затем Фраско работал менеджером, тренировав несколько команд не выше Сегунды-лиги. Он вернулся в «Порту» в 2006 году и работал с несколькими молодёжными командами, но всегда в качестве помощника.

## Карьера за сборную
Дебют за национальную сборную Португалии в проигрышном матче отборочного турнира на чемпионат Европы 1980 против сборной Бельгии (0:2). Он был одним из самых влиятельных игроков во время чемпионата Европы 1984 во Фрарнции, приняв участие во всех матчах и отдав голевую передачу на Нене, забившему единственный гол в ворота Румынии на групповом этапе. Всего Фрашку сыграл 23 матча и забил 1 гол.

### Гол за сборную
| Дата           | Место                            | Соперник | Счёт | Результат | Турнир            |
| -------------- | -------------------------------- | -------- | ---- | --------- | ----------------- |
| 4 февраля 1987 | Стадион 1 мая, Брага, Португалия | Бельгия  | 1:0  | 1:0       | Товарищеский матч |

## Достижения

### «Порту»
- Чемпион Португалии: 1978/79, 1984/85, 1985/86, 1987/88
- Обладатель Кубка Португалии: 1983/84, 1987/88
- Обладатель Суперкубка Португалии: 1983, 1984, 1986
- Обладатель Кубка европейских чемпионов: 1986/87
- Обладатель Суперкубка УЕФА: 1987
- Обладатель Межконтинентального кубка: 1987